# Kinang'weli
Kinang'weli è una circoscrizione rurale (rural ward) della Tanzania situata nel distretto di Itilima, Regione del Simiyu. Conta una popolazione di 12 315 abitanti (censimento 2012).